# Список глав государств в 734 году
Список глав государств в 733 году — 734 год — Список глав государств в 735 году — Список глав государств по годам

## Африка
- Гао — Дьябай, дья (ок. 730 — ок. 750)
- Ифрикия — 
  - Огба ибн Кудама, наместник (732 — 734)
  - Убайд Аллах ибн аль-Хабхад, наместник (734 — 741)
- Макурия — Кириак I, царь (ок. 710 — ок. 738)
- Некор[англ.] — Салих I ибн Мансур, эмир[англ.] (710 — 749)

## Америка
- Баакульское царство — Аку’ль Мо’ Нааб III, царь (722 — ок. 736)
- Дос-Пилас — Уча'ан К'ин Б'алам, царь (727 — 741)
- Мутульское царство (Тикаль) — 
  - Хасав-Чан-Кавиль I, царь (682 — 734)
  - Икин-Чан-Кавиль, царь (734 — 755/760)
- Шукууп (Копан) — Вашаклахуун-Уб’аах-К’авииль, царь (695 — 738)
- Яшчилан (Пачан) — Ицамнах-Балам III, божественный царь (681 — 742)

## Азия
- Абхазия (Абазгия) — Константин II, князь (ок. 730 — ок. 745)
- Бохай (Пархэ) — Да Уи (У-ван), ван (719 — 737)
- Гилян (Дабюиды) — Дадбурзмир, испахбад (728 — 740/741)
- Грузия — 
  - Картли — Гурам III, эрисмтавар (693 — 748)
  - Кахетия — Стефаноз II, князь[англ.] (684 — 736)
  - Тао-Кларджети — Нерсе, князь (705 — 742)
- Дханьявади — Тюрия Кутта, царь[англ.] (723 — 746)
- Индия — 
  - Бадами (Западные Чалукья) — Викрамадитья II, махараджа (733 — 744)
  - Венги (Восточные Чалукья) — Вишнувардхана III, махараджа (719 — 755)
  - Западные Ганги — Шрипуруша, махараджа (726 — 788)
  - Кашмир — Муктапида Лалитадитья, махараджа[нем.] (ок. 723 — ок. 760)
  - Паллавы (Анандадеша) — Паллавамалла Нандиварман II, махараджа (733 — 795)
  - Пандья — Кочадайан Ранадхиран, раджа (710 — 735)
- Индонезия — 
  - Матарам (Меданг) — Санджайя, шри-махараджа (732 — 760)
  - Сунда — Ракейян Панарабан, король (732 — 739)
  - Шривиджайя — Рудра Виккама, махараджа (728 — 742)
- Камарупа — Харшадева, царь (725 — 745)
- Китай (Династия Тан) — Сюань-цзун (Ли Лунцзи), император (712 — 756)
- Кок-тюркский каганат — 
  - Бильге-хан Богю, каган (716 — 734)
  - Йоллыг-тегин Ижань-хан, каган (734 — 739)
- Наньчжао — Гуйи-ван (Мэн Пилогэ), ван (728 — 748)
- Омейядов халифат — Хишам, халиф (724 — 743)
- Паган — 
  - Теинга, король[англ.] (726 — 734)
  - Теин Кун, король[англ.] (734 — 744)
- Раджарата (Анурадхапура) — Кассапа III, король (732 — 738)
- Силла — Сондок Великий, ван (702 — 737)
- Табаристан (Баванди) — Мехр Мардан, испахбад (728 — 752)
- Тибет — Тиде Цугцэн, царь (704 — 755)
- Тюргешский каганат — Сулук Великий, каган (715 — 738)
- Тямпа — Рудраварман II, князь (ок. 731 — ок. 758)
- Ченла — Шамбхуварман, король (730 — 760)
- Япония — Сёму, император (724 — 749)

## Европа
- Аль-Андалуз — 
  - Абд аль-Малик ибн Катан аль-Фихри, вали (732 — 734, 740 — 742)
  - Укба ибн Хаддшадш ас-Салули, вали (734 — 740)
- Англия — 
  - Восточная Англия — Эльфвальд, король (713 - 749)
  - Думнония — Дифнвел, король (715 — 750)
  - Кент — 
    - Этельберт II, король (725 — 762)
    - Эдберт I, король (725 — 748)

  - Мерсия — Этельбальд, король (716 — 757)
  - Нортумбрия — Кеолвулф, король (729 - 737)
  - Уэссекс — Этелард, король (726 — 740)
  - Хвикке — Этельрик I, король (704 — 736)
  - Эссекс — Селред, король (709 — 746)
- Астурия — Пелайо, король (718 — 737)
- Болгарское царство — Кормесий, хан (721 — 738)
- Венецианская республика — Орсо Ипато, дож (726 — 742)
- Византийская империя — Лев III, император (717 — 741)
  - Равеннский экзархат — Евтихий, экзарх (727 — 751)
  - Неаполь — Георгий, герцог (729 - 739)
- Дания — Онгенд, король (ок. 695 - 735)
- Домнония — Даниэль, король (720 — 749)
- Ирландия — 
  - Флатбертах мак Лоингсех, верховный король (728 — 734)
  - Аэд Аллан, верховный король (734 — 743)
  - Айлех — Аэд Аллан, король (722 — 743)
  - Коннахт — Катал I, король (728 — 735)
  - Лейнстер — Бран Бекк мак Мурхада, король (728 — 738)
  - Мунстер — Катал, король (721 — 742)
  - Ольстер — Аэд Ройн, король (708 — 735)
- Лангобардское королевство — Лиутпранд, король (712 — 744)
  - Беневенто — Григорий, герцог (733 — 740)
  - Сполето — Тразимунд II, герцог (724 - 739, 740 - 742, 744 - 745)
  - Фриуль — Пеммо, герцог (706 - 739)
- Папский престол — Григорий III, папа римский (731 — 741)
- Уэльс —
  - Брихейниог — Ауст ап Кадуган, король (720 — 735)
  - Гвент — Ител III ап Морган, король (715 — 755)
  - Гвинед — Родри ап Идвал, король (720 — 754)
  - Дивед — Теудос ап Райн, король (730 — 760)
  - Поуис — Элисед ап Гуилог, король (710 — 755)
  - Сейсиллуг — Артуис ап Сейсилл, король (730 — 735)
- Франкское королевство — Теодорих IV, король (721 — 737)
  - Карл Мартелл, майордом (718 - 741)
  - Аквитания и Васкония — Эд Великий, герцог (ок. 688 — 735)
  - Бавария — Хугберт, герцог (725 — 737)
  - Тюрингия — Хеден II Младший, герцог (689 — ок. 741)
  - Макон — Тьерри I, граф (733 — 791)
  - Отён — Тьерри I, граф (733 — 791)
  - Шалон — Адалард, граф (733 — ок. 765)
- Фризия — 
  - Поппо, король (719 - 734)
  - Альдгисл II, король (734 - 748)
- Хазарский каганат — Вирхор, каган (731 - ок. 750)
- Швеция — Харальд Боезуб, король (ок. 705 - ок. 750)
- Шотландия —
  - Дал Риада — Муйредах, король (733 — 736)
  - Пикты — Энгус I, король (729 — 761)
  - Стратклайд (Альт Клуит) — Теудебур, король (722 — 752)

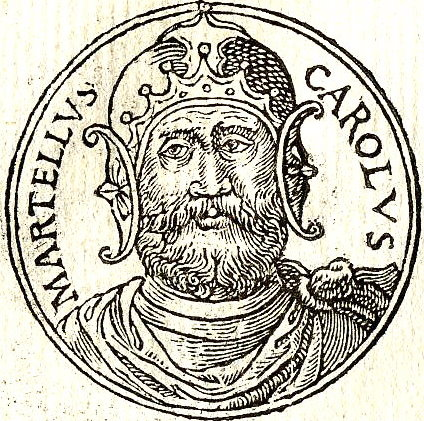
Карл Мартелл 718-741 Майордом франков
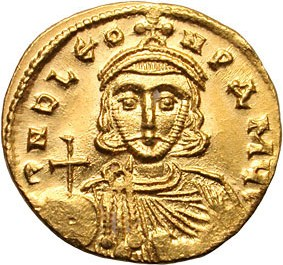
Лев III 717-741 Император Византии
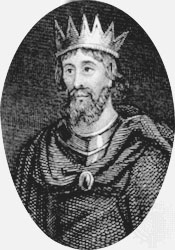
Этельбальд 716-757 Король Мерсии
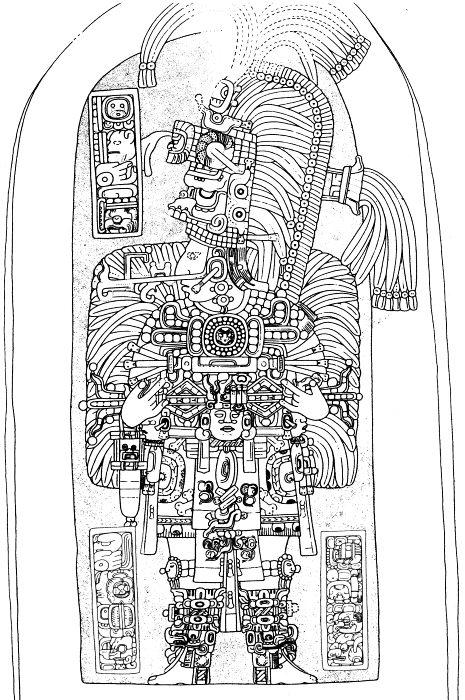
Хасав-Чан-Кавиль I 682-734 Царь Тикаля
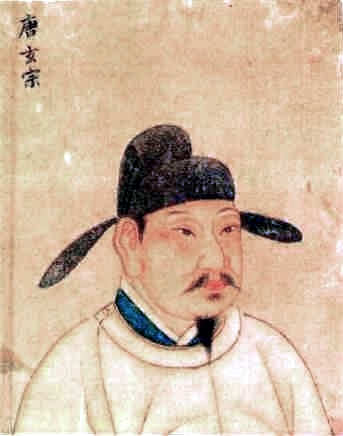
Сюань-цзун 712-756 Император Китая
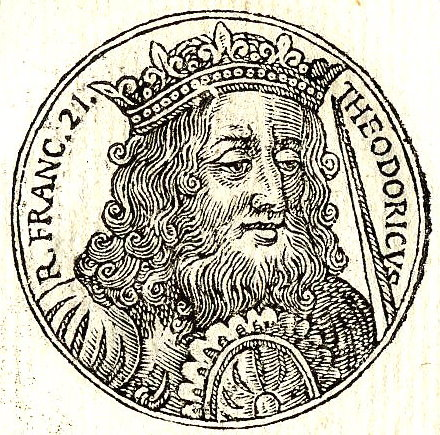
Теодерих IV 721-737 Король франков
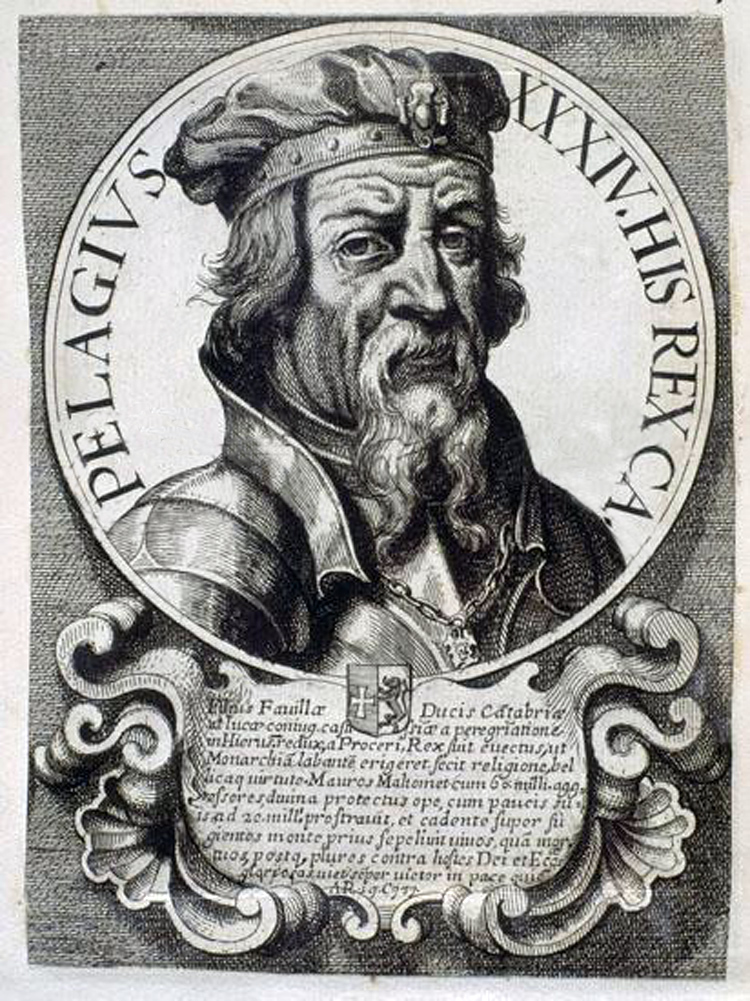
Пелайо 718-737 Король Астурии
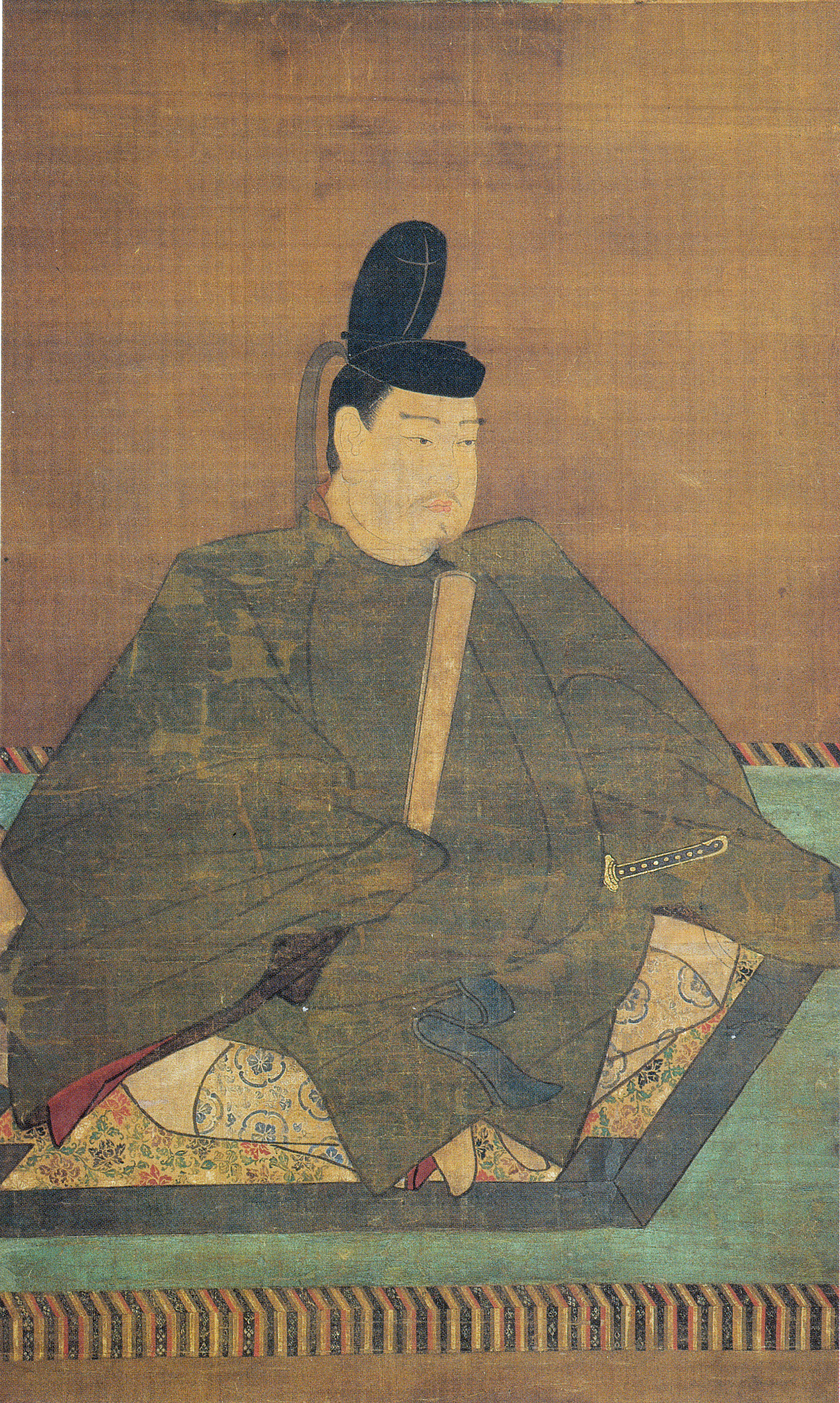
Сёму 725-749 Император Японии
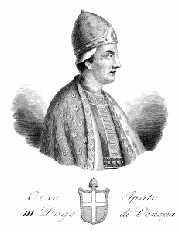
Орсо Ипато 726-742 Дож Венеции
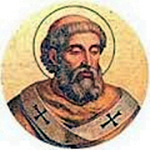
Григорий III 731-741 Папа римский